# Тим'як Марія Михайлівна
Марі́я Миха́йлівна Тим'я́к (до шлюбу — Волощук; 19 січня 1889 — 1970) — народна майстриня мистецтва кераміки, родом з м. Косова (Галичина).
Створювала оригінальний побутовий посуд (миски, глечики), вазочки, фігурки баранів і оздоблювала їх геометричним орнаментом. Вироби зберігаються в музеях Києва, Львова, Косова.
На основі її творів художники освоюють традиції косівської кераміки.